# Věra Vášová-Váňová
Věra Vášová-Váňová (4. října 1879 Praha – 12. listopadu 1963 Nové Město na Moravě) byla česká spisovatelka, básnířka a překladatelka.

## Život
Rodiče Věry Vášové byli pedagog a spisovatel Jan Váňa a Albína Váňová. Měla sestru Helenu Růžičkovou-Váňovou (1881–1959), která byla také spisovatelka a překladatelka z ruštiny.
V mládí získala znalost angličtiny, francouzštiny, němčiny a ruštiny, poté, co se provdala, učil ji manžel latinu.  Jeden rok studovala dívčí průmyslovou školu, poté učitelský ústav. Studia nedokončila, protože se v roce 1899 provdala a přestěhovala se za manželem nejprve do Loun a roku 1901 do Brna.
Krátce učila angličtinu na Střední škole Dívčí akademie v Brně. V letech 1912–1913 byla externí redaktorkou Lidových novin, poté s nimi spolupracovala trvale.
Byla členkou Moravského kola spisovatelů, byla činná v ženském hnutí na Moravě a členkou presbyterstva evangelické církve českobratrské v Brně. Bydlela na adrese Babákova 2. Byla pochována na brněnském Ústředním hřbitově.

### Rodina
Věra Váňová se provdala za Pavla Vášu (23. 1. 1874 Čáslav – 20. 3. 1954 Brno), bohemistu, literárního historika, pedagoga, redaktora Lidových novin. Měli čtyři děti: Pavla Vášu (1902–1925), Jana Vášu a Libuši Ohnoutkovou-Vášovou (1904–1986).

## Dílo
Psala básně i prózu, překládala z angličtiny, publikovala též pod pseudonymy Albína Boušková a Věra Prachatická.
Debutovala v roce 1917 sbírkou veršů Básně, v próze se zaměřila na osudy žen a dívek. Své vzpomínky zpracovala v knihách Holčičky a jejich svět (1923) a  Soňa(1928). Verše Myslela jsem, že umru (1936) jsou loučením a přípravu na smrt v období, kdy měla podezření na smrtelnou nemoc. Nad životem a dílem Karla Čapka se zamyslela v knize Karel Čapek s hlediska náboženského (1930).

### Básně
- Časopis Besedy času: Vstříc přírodě, Koncem srpna – 1907 Astry, Erotovi – 1908, Andante z Lužánek, Momentka z lázní – 1910
- Topičův sborník literární a umělecký: Hebrejská Melodie – 1915–1916, V nemoci – 1916–1917

- Básně – Praha: Vydáno Fondem Julia Zeyera při České akademii císaře Františka Josefa pro vědy, slovesnost a umění, 1917
- Cesta do ticha: básně – Brno: nákladem Polygrafie, 1931
- Myslela jsem, že umru: báseň – Brno: V. Vášová, 1936
- Ze všech nejkrásnější: výbor veršů brněnských básníků – sestavil a bibliografickými poznámkami opatřil Bohumil Penka; [Petr Bezruč, Mirek Elpl, Rajmund Habřina, Ivan Jelínek, Bohuš Kafka, František Kožík, Zdeněk Kriebel, Jiří Mahen, Jaroslav Marcha, Oldra Sedlmayerová, Zdeněk Spilka, Antonín Trýb, Jarmila Urbánková, Věra Vášová]. Brno: Pokorný a spol., 1936
- Balady a meditace: básně – Praha: Vydavatelské oddělení KSML (YMCA), 1941; 1948

### Próza
- Holčičky a jejich svět – Praha: František Borový, 1923
- Po návratu: román legionáře – Brno: Knižnice Ruchu, 1926
- Soňa – Brno: Brněnské knižní nakladatelství, 1928
- Karel Čapek s hlediska náboženského – YMCA v Československu, vydavatelské oddělení, 1930
- Dcery Adamovy: čtyři plastiky – Praha: Nakladatelství Kalich, 1938
- Služebnice neužitečná a jiné povídky – Brno: Tiskové a nakladatelské podniky Zář, 1947

### Překlady
- Sandford a Merton: povídka o dvou chlapcích, ze stavení a ze zámku – Thomas Day; z angličtiny přeložili Jan Váňa a Věra Vášová. Praha: Eduard Grégr, 1910
- Dům veselí – Edith Wharton; z angličtiny. Brno: Lidová tiskárna, 1912

## Zajímavost
Při obhajobě způsobu mluvy moravských žen se neobávala v časopise Nová řeč vystoupit proti takové autoritě, jakou byl literární vědec a překladatel Pavel Eisner.